# Rayan Nezzar
Pour les articles homonymes, voir Nezzar.
Rayan Nezzar, né le 11 décembre 1990, est un haut fonctionnaire.

## Biographie

### Origines et formation
Rayan Nezzar grandit à Montreuil en Seine-Saint-Denis, où ses parents algériens ont émigré. Sa mère est médecin à l'hôpital public.
Élève en zone d'éducation prioritaire à l'école Henri-Wallon à Montreuil, puis à l'école Maryse-Hilsz dans le 20e arrondissement de Paris et au collège-lycée des Francs-Bourgeois, il obtient son baccalauréat scientifique à 15 ans.
Après une année de médecine, il est licencié en droit et en science politique, titulaire d'un master en droit public à l'Université Paris I Panthéon-Sorbonne (2013), et diplômé de l'Institut d'études politiques de Paris (master Affaires publiques, promotion 2013).
En 2014-2015, il est élève de l'École nationale d'administration dans la promotion Winston-Churchill après avoir été classé deuxième au concours d'entrée.

### Carrière professionnelle
De 2008 à 2011, Rayan Nezzar est chef de projet chez Paradox Interactive. Avec une équipe de développeurs internationaux, il développe le jeu vidéo de stratégie historique Darkest Hour qui se vend à 90 000 exemplaires dans le monde.
En mai 2015, il est parmi les fondateurs de Prépa Concours A+, un réseau d'entraide préparant les candidats issus de milieux modestes aux concours de la haute fonction publique.
À sa sortie de l'ENA, après un stage à la préfecture de Charente-Maritime, il devient administrateur civil au ministère des Finances. Il est chargé de cours en économie à l'université Paris-IX et participe aux travaux de la Fondation Jean-Jaurès sur le financement de la protection sociale et les inégalités de patrimoine.
Après six années comme haut-fonctionnaire au ministère des Finances, pendant lesquels il siège notamment au conseil d'administration de Santé publique France durant la crise Covid, il rejoint en 2022 le cabinet du ministre délégué chargé des Comptes publics Gabriel Attal, où il élabore notamment le plan de lutte contre les fraudes. Puis, il suit en juillet 2023 Gabriel Attal comme conseiller au ministère de l'Education nationale et de la Jeunesse, où il est chargé des ressources humaines, du lycée professionnel et des politiques d'orientation. Il travaille notamment sur l'attractivité du métier enseignant, la réforme de la formation des professeurs et mène les concertations avec les organisations syndicales à ce sujet.
En janvier 2024, il devient conseiller du Premier ministre Gabriel Attal, prenant la tête du pôle action et comptes publics de Matignon, où il pilote notamment le plan d'économies de 10 milliards d'euros sur le budget de l'Etat.
En septembre 2024, il est nommé directeur adjoint du cabinet au ministère de l'Éducation nationale auprès d'Anne Genetet où il pilote les dossiers budgétaires, RH et diplomatiques du ministère, ainsi que ceux liés au climat scolaire et aux valeurs de la République.

### Carrière politique
Après avoir appartenu au Parti socialiste, Rayan Nezzar contribue au programme économique et social d'Emmanuel Macron pendant la campagne présidentielle de 2017.
Il est nommé le 4 janvier 2018 dans la fonction de porte-parole de La République en marche. Il démissionne le 9 janvier « pour préserver le mouvement et ses proches ». Il est critiqué pour avoir publié des tweets injurieux en 2011 et 2012,. Alors étudiant à Sciences Po, il avait écrit une dizaine de messages d'injures visant des responsables politiques, dont Jean-François Copé, Marine Le Pen, Bruno Le Maire et Manuel Valls. Le 12 janvier, il déclare lors de l'émission Bourdin Direct : « Ces tweets, je les avais oubliés. J'ai été choqué autant que vous. J'avais à l'époque 20 ans, j'étais étudiant. Aujourd'hui je n'emploierais plus ces mots » et « Le portrait de moi qu'on peut faire en lisant ces messages, ce n'est pas la personne que je suis ». « Notre génération a grandi en même temps que les réseaux sociaux », a-t-il détaillé, invitant à une « réflexion collective » sur l'empreinte numérique.
Il anime des ateliers de consultation dans le cadre de la stratégie de prévention et de lutte contre la pauvreté lancée par Agnès Buzyn.
Il est décrit par le quotidien allemand Die Zeit comme appartenant, aux côtés des députés Delphine O ou Sacha Houlié, à une nouvelle génération de responsables politiques « plus jeune, plus féminisée et plus diverse ».
En juin 2018, le mensuel Vanity Fair révèle son rôle durant la campagne auprès de Marc Ferracci, conseiller spécial de Muriel Pénicaud, et dévoile les coulisses de son ascension au sein de La République en marche.
En septembre 2019, il est cité dans l'entourage proche de Cédric Villani, député de l'Essonne et candidat dissident La République en marche aux municipales de mars 2020 à Paris. Rayan Nezzar est chargé de la stratégie, du discours et de l'analyse électorale. Il est l'un des trois porte-paroles de la campagne, avec la députée Anne-Christine Lang et la conseillère d'arrondissement Anne Lebreton. Candidat tête de liste de Cédric Villani dans le 20e arrondissement de Paris pour le scrutin de mars 2020, il obtient 6,90 % des suffrages.

### Vie privée
Rayan Nezzar est en couple depuis plusieurs années avec Ivanne Trippenbach, ancienne cheffe du service politique (qu'elle quitte en janvier 2024) du journal Le Monde ; elle est depuis au service grands reporters de celui-ci.